# 埃伯丁根
埃伯丁根是德国巴登-符腾堡州的一个市镇。总面积26.21平方公里，总人口6477人，其中男性3226人，女性3251人（2011年12月31日），人口密度247人/平方公里。